# Дисциплина кичме
Дисциплина кичме (од 1995. наступа под називом Disciplin A Kitschme) је рок група основана крајем 1981. године. Основао ју је басиста Душан Којић - Која непосредно након распада новоталасне групе Шарло Акробата. Основао ју је са бубњаром Ненадом Красавцем - Келетом (дотадашњим менаџером „Шарла“, пре тога у саставу „Урбана герила“).

## Прва фаза (до 1992)

### 1981—1982.
Први Којин помен групе „Дисциплина кичме“ је забележен у новембру 1981. у интервјуу за домаћи музички часопис „Џубокс“. На првој проби групе, поред Које, свирао је као други басиста и Срђан „Ђиле“ Марковић (пре тога у саставима „Радничка контрола“ и „УКТ“), али, Која је одмах одлучио да група функционише као дуо у минималистичкој постави бубањ + бас. Током 1982. године дошло је до измене бубњара, јер је Келе отишао у војску, а за бубњеве је сео, тада седамнаестогодишњи, будући београдски глумац Срђан Тодоровић - Жика.

### 1983—1986.
Несвакидашња постава и необична музика су врло тешко налазиле пут до издавача. Деби албум „Свиђа ми се да ти не буде пријатно“ су одбиле скоро све издавачке куће, а коначно га је са закашњењем објавила словеначка дискографска кућа „Хелидон“ почетком 1983. године. LP је изашао у тиражу од 5001 примерка и брзо нестао са тржишта. Део материјала са прве плоче Дисциплине кичме уједно је представљао и део необјављеног репертоара групе Шарло Акробата: песму „Печати“ је Шарло Акробата извео уживо на „Рокенролеру“ РТБ 1981. године, а сачуван је и необјављени демо снимак Шарла са песмом „Мозак“. За песме „Ти знаш да твоја соба има четири угла“, „Уживај“, „Згодне кретње“ и „Јавно весеље“ се на основу стила такође сумња да су настале у време групе Шарло Акробата. Са деби албума песма „Немој“ се једина пробила у медијима. Продукцију албума су радили Која, сниматељ Тони Јуриј и Небојша Антонијевић (Партибрејкерси), потписан као Рики Риф. Касетно издање албума „Свиђа ми се да ти не буде пријатно“ се појавило 1987. године у издању приватне фирме „Словенија“ Бориса Фурлана.
Следећи пројекат групе био је ЕП „Ја имам шарене очи“. Снимљен у септембру 1983. године у студију „Друга Маца“ у Београду, овај мини-албум представљао је логичан наставак дебија у погледу звука и продукције. Једина новина била је дувачка секција у појединим нумерама у виду гостију, али је „Дисциплина“ задржала препознатљив панк-фанк стил установљен на деби плочи. ЕП „Ја имам шарене очи“ представљао је још већи изазов у дискографском смислу, када се коначно појавио у продаји са две године закашњења, 1985. године, у издању словеначке приватне куће „Документарна“ и уз финансијску помоћ часописа Рок. Тираж је поново био мали, а једина нумера која се вртела по медијима је била песма „Новац неће доћи“.

### 1987—1992.
Суочен са великим чекањима, ниским тиражима и проблемом голог преживљавања на основу сопствене музике, Која се у време објављивања ЕП-а „Дечја песма“ одлучио за радикалне измене у звуку и имиџу групе. Узевши за себе псеудоним Зелени Зуб, Која је напустио дотадашњи стил и минималистичку поставу у виду дуета и, уводећи дувачку секцију у групу, преусмерио Дисциплину кичме у нови правац, који се може окарактерисати као мешавина фанка и репа уз велику дозу хумора. Овом изменом завршена је прва фаза рада групе и започето ново поглавље, које ће трајати све до Којиног одласка у Лондон у јануару 1992. године.
У оваквој постави, „Дисциплина“ је постала права сценска атракција, а албум „Зелени Зуб на планети досаде“ је донео групи прву популарност ван уских кругова окорелих обожавалаца.

## Лондонски дани
Која је у Лондону назив групе транскрибовао у Disciplin-A-Kitschme и покушао да се пробије на светској музичкој сцени. Окупио је трио (бубањ, бас и глас) са којим је ускоро снимио три албума, али ниједан од њих није постигао запажен успех ван Србије.

## Повратак у Србију
Која и лондонска постава дошли су у Београд 1996. Ту су одржали неколико повратничких концерата, промовишући албум „I See Myself On CCTV“, а публика их је добро примила.
Године 1999, београдска издавачка кућа Tom Tom Music је на једном компакт-диску објавила албум „Свиђа ми се да ти не буде пријатно“ и ЕР „Ја имам шарене очи“, додавши као бонус пет до тада необјављених снимака са концерта у Загребу из 1982. године. Овај компилацијски диск („Ове руке нису мале...1“) заокружује и представља прву фазу рада групе у целости.

## Дискографија

### Албуми
- Свиђа ми се да ти не буде пријатно, Хелидон, 1983.
- Сви за мном!, Хелидон, 1986.
- Најлепши хитови! - Уживо, ПГП РТБ, 1987.
- Зелени Зуб на планети досаде, ПГП РТБ, 1989.
- Нова изненађења за нова поколења, ПГП РТБ, 1991.
- , Babaroga Records, 1996, као лондонска
- , Babaroga Records, 1998, као лондонска
- , Babaroga Records, 2001, као лондонска
- Када кажеш музика, на шта тачно мислиш, реци ми?, ПГП РТС, 2007.
- Уф, ПГП РТС, 2011.
- Опет., Mascom Records, 2015.

### Синглови и ЕП (мини албуми)
- Ја имам шарене очи, Документарна, 1985.
- Дечја песма, ПГП РТБ, 1987.
- Бука у моди / Бука у моди (ремикс), ПГП РТБ, 1990.
- Have You Ever Heard Of Any Other Rhythm?, Babaroga Records, 1996. - као лондонска
- Do Not! / Oh Why?, Babaroga Records, 1997. - као лондонска
- Политичари + Вируси, Tom Tom Music, 2005.

### Компилације
- Ове руке нису мале... 1, Tom Tom Music, 1999.
- Ове руке нису мале... 2, Tom Tom Music, 2004.

### Остало
- Како је пропао рокенрол, ПГП РТБ, 1989. - учешће, као Која
- Пријатељство занат најстарији... [ЕП], Битеф Театар, 1991. - као Која
- Da Answer [ЕП], Babaroga Records, 1999. - као
- Београдска превара!, Tom Tom Music, 2001. - учешће, као Која
- Као да је било некад... (посвећено Милану Младеновићу), Circle Records, 2002. - учешће, као Црни Зуб

### Видео издања
- Уживо са Егзита 5! (ДВД; ПГП РТС, 2006)